# Willyan da Silva Barbosa
Willyan da Silva Barbosa (Belo Monte, 17 febbraio 1994) è un calciatore brasiliano, attaccante del Suwon.

## Caratteristiche tecniche
Gioca come ala destra.